# Valeggio
Valeggio – miejscowość i gmina we Włoszech, w regionie Lombardia, w prowincji Pawia.
Według danych na rok 2004 gminę zamieszkiwało 226 osób, 25,1 os./km².